# Canajoharie (Nowy Jork)
Canajoharie – miasto w Stanach Zjednoczonych, w stanie Nowy Jork, w hrabstwie Montgomery.